# ثيا (كوكب)
ثيا (Theia) هو جسم كوكبي الكتلة قديم افتراضي في وقت مبكر من النظام الشمسي الذي اصطدم بالأرض وفقًا لفرضية الاصطدام العملاق في وقت مبكر منذ حوالي 4.31 مليار سنة مضت، ثيا كان حصان طروادة الأرض في حجم المريخ قطره 6,000 كم (3,700 ميل) تقريبًا، بحث جديد في جامعة كاليفورنيا مبني على تحليل صخور مصدرها مهمات أبوللو 12 و15 و17 تقترح أن ثيا اصطدم بالأرض وجهًا لوجه، وهذا على النقيض من النظرية السابقة التي تقترح أن الاصطدام كان جانبيًا، نماذج الاصطدام تطرح أن حطام ثيا تجمع حول الأرض لتكوين القمر، بعض العلماء يعتقدون أن المواد التي قذفت في المدار كونت قمرين اللذان اندمجا فيما بعد ليكونا القمر الواحد الذي نعرفه اليوم، وتشرح نظرية ثيا أيضًا لماذا نواة الأرض هي أكبر من مما هو متوقع بالنسبة لحجمها، ووفقًا للفرضية فإن نواة ووشاح ثيا اختلطا بالأرض.